# جيسي هدسون
جيسي هدسون (بالإنجليزية: Jesse Hudson)‏ هو لاعب كرة قاعدة أمريكي، ولد في 22 يوليو 1948 في مانسفيلد في الولايات المتحدة.

## وصلات خارجية
- جيسي هدسون على موقع دوري كرة القاعدة الرئيسي (الإنجليزية)
- جيسي هدسون على موقعبيزبول رفرنس.كوم (الدوري الرئيسي) (الإنجليزية)
- جيسي هدسون على موقعبيزبول رفرنس.كوم (الدوري الثانوي) (الإنجليزية)